# Landstalker : Le Trésor du Roi Nole
Landstalker : Le Trésor du Roi Nole (ランドストーカー ～皇帝の財宝～, Landstalker ~Kōtei no Zaihō~, littéralement Landstalker ~le Trésor de l'Empereur~) est un jeu vidéo de type action-aventure incluant de nombreuses phases de plates-formes. Initialement le titre sort en octobre 1992 au Japon sur Mega Drive, il connait une sortie mondiale l'année suivante et est officiellement disponible en quatre langues : japonais, anglais, français et allemand. Il est développé par Climax Entertainment, studio qui a précédemment travaillé sur Shining in the Darkness ainsi que sur le premier Shining Force.
Créé à l'origine pour devenir — à l'instar de la série des The Legend of Zelda de Nintendo — le jeu d'aventure phare de la console de Sega, Landstalker n'en est toutefois pas un clone comme ont pu l'être Golden Axe Warrior sur Master System, voire plus tard Soleil sur Mega Drive, ne serait-ce qu'à cause de son choix de vue de trois quarts en 3D isométrique.

## Résumé
Ryle, de retour d'une chasse fructueuse et bien décidé à écouler sa marchandise acquise plus ou moins légalement pour profiter d'un repos bien mérité, voit le hasard mettre sur sa route Friday, petite créature ailée poursuivie par une bande de malfrats à cause de ses connaissances sur un des plus fabuleux trésors de ce monde, celui du Roi Nole. Après avoir semé leurs poursuivants ils décident de s'associer et se mettent en route pour l'île de Mercator, en voyageant sur le dos d'un aigle géant qui prend tout son or à Ryle.
Arrivés sur l'île de Mercator, ils doivent d'abord résoudre le conflit local qui oppose les deux tribus d'hommes-ours, Massan et Gumi, pour pouvoir poursuivre leur chemin. À Ryuma, ils retrouvent la trace du trésor à travers l'estampe tapie au fond d'une caverne mais sont aussitôt rattrapés par la bande de Kayla, laquelle même poursuivait déjà Friday sur le continent. Fort heureusement, cette dernière parvient à mémoriser le sens de l'estampe : si l'île représente un dragon, les joyaux incrustés dans l'estampe correspondent à des joyaux présents sur l'île qui pourront seuls ouvrir le passage vers les quartiers du légendaire roi Nole.
À Mercator, Ryle fait la connaissance du sympathique duc et se retrouve engagé dans une bataille contre le terrifiant sorcier Mir. Cependant, il s'avère que le plus méchant des deux frères n'est pas le sorcier, enfermé dans une tour par le duc, mais celui-là même, qui révèle d'ailleurs son vrai visage en même temps que les catacombes du château lors du retour des deux héros. Obligés alors de parcourir le Labyrinthe Vert pour remettre le phare de Ryuma en état afin de poursuivre le duc qui a pris la mer, Ryle et Friday vivent là l'aventure la plus tortueuse qui puisse être.
Après le trajet en bateau, ils arrivent à Verla où le duc fait creuser une mine aux habitants : celle-ci mène à Destel, d'où Ryle rejoint le Lieu Saint du Lac. Au tréfonds de celui-ci, la victoire de Ryle sur le duc est seulement empêchée par l'intervention d'un mercenaire, qui regrette déjà son acte.
L'ultime section en surface fait parcourir à Ryle la région la plus montagneuse de l'île de Mercator : il s'engouffre ensuite dans les souterrains avant de rejoindre le village perdu des nains, entrée du repaire du roi Nole. À l'issue de ce labyrinthe, et après avoir vaincu les trois gardiens (un esprit du feu, Spiner et « Miro », le double de Ryle), Ryle et Friday pénètrent dans le palais du roi Nole. Finalement, ils l'affrontent puis assistent à la mort du duc, brûlé vif par Gola, le dragon gardien du trésor. L'ultime combat est laissé à Ryle et Friday.

## Univers
Si « le continent », dont sont originaires Ryle, le duc, ou encore Lara de Maple, est évoqué et présenté lors de l'introduction, toute l'aventure se déroule sur l'île de Mercator, laquelle porte le nom de sa plus grande ville. Un roi légendaire, Nole, est censé avoir régné sur celle-ci des siècles auparavant et aurait amassé un trésor devenu mythique.

### Villages visités
- Destel est le village des nains, qui sont pieux mais ne veulent en aucun cas la guerre.
- Gumi est un village peuplé d'hommes-ours de couleur orange. C'est le second village visité par Ryle.
- Kazalt est le village oublié des nains qui se situe dans le sous-sol de l'île de Mercator. Il est la porte d'entrée vers le royaume de Nole et c'est le seul lieu où la Réserve de Vie apparaît à chaque fois que le joueur pénètre dans la boutique.
- Massan est un village peuplé d'hommes-ours de couleur brune. C'est le village dans lequel se réveille Ryle après sa chute.
- Mercator est la principale ville de l'île, à laquelle elle a d'ailleurs donné son nom. elle abrite le château où règne le vénérable duc. S'y trouvent, en plus des différents magasins, une diseuse de bonne aventure, une école de ballet, un maître d'armes, une crypte, et bientôt un casino. C'est aussi le seul port de l'île, bien qu'il dépende du phare situé à Ryuma.
- Ryuma est une ville côtière caractérisée par son phare. Celui-ci est de toute première importance car, étant le seul de l'île, il permet au port de Mercator son bon fonctionnement. En bordure de cette ville se trouve une caverne dans laquelle une bande de voleurs a élu domicile.
- Twinkle est le village des fées. Il est caché près de Mercator.
- Verla n'est accessible qu'en bateau, avant que ne soit creusé le souterrain de Mercator. C'est une petite ville qui se trouve près d'une mine.

### Donjons visités
- La Caverne des Voleurs se situe en bordure de Ryuma. De terribles brigands s'y terrent, ainsi que de beaux trésors.
- Les Catacombes du roi Nole sont un vaste réseau de souterrains protégeant le palais et les trésors. Les nains ont creusé tout cela, en échange de quoi le roi Nole leur a assuré la vie éternelle. C'est le donjon le plus gigantesque du jeu.
- La Crypte de Mercator se trouve à côté de l'église. Elle contient de nombreuses cellules et autant d'énigmes, lesquelles, une fois résolues, ouvrent le chemin vers la Momie et vers le bracelet magique.
- Le Labyrinthe Vert est situé à l'extérieur de Mercator. Ce n'est pas un donjon à proprement parler mais plutôt une forêt si dense que nul n'a véritablement de chance d'en sortir vivant - d'autant plus que les nains jouent de mauvais tours aux voyageurs. Cependant, Ryle doit y pénétrer pour trouver la Pierre Solaire.
- Le Lieu Saint des Chutes se situe à proximité du village de Massan. En son sein se tient un sage nommé Prospero qui, malheureusement, ne sait pas grand-chose que les trésors du roi Nole.
- Le Lieu Saint des Marais se situe dans le marais entre Massan et Gumi. D'étranges orcs y ont élu domicile et semblent avoir soumis à leur volonté le peuple autrefois pacifique de Gumi, en exigeant notamment le sacrifice d'une jeune fille. Une statue d'idole est nécessaire pour en déverrouiller la porte d'entrée.
- Le Lieu Saint du Lac est un vaste donjon proche de Destel au sein duquel se trouve sans doute un joyau.
- La Mine de Verla se trouve près de la ville du même nom. Le duc y emmène les villageois pour qu'ils creusent un passage vers Destel.
- Le Palais du roi Nole se terre après les catacombes.
- Le Souterrain de Destel permet de rejoindre le Lieu Saint du Lac en l'absence de radeaux. C'est un lieu particulièrement inquiétant !
- Le Souterrain de Mercator se trouve juste en-dessous du château, comme Ryle en fera l'amère expérience après avoir découvert la vérité au sujet des ambitions démoniaques du duc.
- Tibor est un arbre malade que Ryle peut explorer pour trouver l'origine du fléau qui le ronge.
- La Tour de Mir se trouve au nord de Mercator. Mir y a été enfermé par son frère, le duc de Mercator, afin qu'il ne puisse pas nuire à ses ambitions. La Tour présente une architecture intérieure qui est destinée à empêcher le visiteur d'arriver à son sommet, où Mir réside dans une immense bibliothèque.

## Système de jeu

### Exploration
Landstalker propose au joueur d'incarner Ryle dans un jeu d'aventure et de plate-forme. La cartouche du jeu utilise un système de programmation spécial, nommé DDS520 (Diamondshaped Dimension System, 520 ayant un rapport avec le nombre de plans affichables) qui permet de gérer son affichage en 3D isométrique. Beaucoup d'énigmes et d'épreuves sont en rapport avec cet affichage : éléments cachés de la vue du joueur, pièges basés sur des illusions de perspective…
En dehors de cet aspect en 3D isométrique, Landstalker rappelle beaucoup les épisodes en 2D de la série Zelda, même si le scénario, les personnages et les dialogues y occupent une place plus importante.
Ryle peut se déplacer dans quatre directions et sauter, mais aussi donner un coup d'épée ou parler à des personnages.

### Combats
Landstalker est un action-aventure et les combats ne sont pas distingués de l'exploration. Ryle est le seul personnage qui peut être contrôlé et, en dehors des déplacements et des sauts, il peut uniquement donner un coup d'épée. Lorsqu'il a en sa possession une épée magique et que celle-ci est pleinement chargée, il peut effectuer une attaque spéciale élémentaire correspondant au type d'épée équipée. Ryle est équipé d'une épée, d'un plastron, d'une paire de bottes et d'un anneau magique.
Ryle peut également utiliser des objets tirés de son inventaire, comme la Statue d'Or (qui garde l'épée chargée) ou encore la Statue de Gaïa (qui provoque un tremblement de terre), et des objets de soin.
Lorsque Ryle meurt, il est automatiquement ranimé par Friday, si un Eke-Eke se trouve dans son inventaire. Dans le cas contraire, la partie se termine.

## Personnages principaux

### Personnages incarnés par le joueur
- Ryle est le héros de l'histoire. C'est un elfe des forêts, un chasseur de trésors qui se bat à l'épée large. Il a 88 ans mais comme — de par sa nature d'elfe — il en paraît 70 de moins, nombreux sont ses ennemis qui sous-estiment sa longue expérience d'aventurier et sa maîtrise de l'épée. Dynamique ou flemmard, intéressé ou attentionné, mais surtout toujours passionné par la perspective d'un nouveau trésor à aller chercher, c'est un personnage qui attire naturellement la sympathie des gens. Il a pour nom Nigel dans les versions anglophones et Niels dans la version allemande. Son nom original en version japonaise pourrait se traduire par Lyle. Yoshitaka Tamaki, le designer du jeu, avait d'ailleurs déjà créé un personnage de ce nom, très semblable physiquement, dans Shining Force, à la différence tout de même fondamentale qu'il s'agissait d'un centaure et non d'un elfe.
- Friday est une nymphe des forêts de l'île de Mercator (un succube[1], d'après la version japonaise) parmi les dernières de sa tribu. Elle a 120 ans et un caractère bien trempé, ce qui fait qu'il vaut mieux éviter de lui faire des réflexions sur sa petite taille. Elle sera d'une grande aide pour Ryle, en lui permettant notamment de ressusciter grâce aux propriétés de l'EkeEke, une plante aux vertus médicinales. Il sera possible de visiter Twinkle, son village natal, et de rencontrer ses congénères Pixie et Trixie (Monday et Wednesday en version japonaise). La version allemande l'a renommée Flora. Depuis la sortie de Landstalker elle est utilisée comme logo de l'équipe Climax Entertainment.

### Personnages alliés
- Arthur est le capitaine des chevaliers de Mercator mais il est aussi un fidèle allié de Ryle, surtout depuis que celui-ci l'a surpris chez Madame Yard. Il se distingue des autres chevaliers par son armure rouge. Il est le fondateur du casino de Mercator.
- Einstein est un chien blessé que secourt Ryle dans le Labyrinthe Vert. Grâce au sifflet de son maître Cutter, il est possible de lui parler, ainsi qu'aux autres chiens.
- Fara est la fille du maire de Massan, qui trouve Ryle et Friday après leur chute initiale. Elle a été enlevée par les hommes de Gumi pour être offerte en sacrifice aux rois-orcs du Lieu Saint des Marais.  Ryle la sauve, héroïquement.
- Lara de Maple ou Lara de Wissica (Rolia ou Loria en VO) est une noble jeune fille originaire du même pays que Ryle. Elle a les cheveux bleus et ne brille pas par son intelligence. Elle est en vacances au château de Mercator mais étant donné que son chant sert à ouvrir les portes pour rejoindre le roi Nole, il est fort probable que le duc l'ait fait venir avec une idée derrière la tête. Elle passe une grande partie de son temps enfermée (au château ou dans ses catacombes) et laisse même tomber son ruban en espérant que quelqu'un s'intéressera à elle. Lara est persuadée, lorsqu'elle croise Ryle, que celui-ci est un beau prince venu la sauver. Elle redoute particulièrement les grenouilles.
- Ludwig est un compositeur et pianiste invité au château de Mercator. Il est vraisemblablement amoureux de la princesse Lara mais ferait mieux de ne pas poser trop de questions.
- Mir est le frère du duc de Mercator. Tandis qu'il est présenté en premier lieu comme un sorcier maléfique exhortant de lourdes taxes aux braves citoyens de Mercator (raison pour laquelle il aurait été enfermé par son frère dans une tour au nord de la ville), Mir est en réalité un magicien paisible et intègre, qui a provoqué l'ire de son frère en ne cessant de lui rappeler la nécessité d'être vertueux. Il révèle à Ryle la vérité au sujet du duc après un combat épique dans la tour. Il lui vient ensuite en aide lorsque celui-ci est vaincu par Zak dans le Lieu Saint du Lac. Il lui fait don à cette occasion d'une hache magique qui permet de couper les arbres foncés.
- Pocket (Morio en VO) est un voleur que Ryle croise souvent. Il n'est ni vraiment allié ni vraiment ennemi mais ne se place en aucun cas comme obstacle sur le chemin de Ryle. C'est l'apparence de ce dernier qui est utilisée par Ryle, grâce à la diseuse de bonne aventure, pour pénétrer chez Madame Yard.
- Prospero est le vieux sage qui habite le Lieu Saint des Chutes.
- Tibor est un arbre vivant que Ryle sauve d'un dangereux fléau. Pour remercier le héros de son aide, il confie à ses enfants (tous jumeaux) la mission de le téléporter lorsque celui-ci en aura besoin.
- Zak (Zed Saw en VO) est un draconien (créature verte tirant vers le reptile, ailée) qui est avant tout un mercenaire. Il reste longtemps au service du duc et se dressera par conséquent comme adversaire devant Ryle, pour lequel il a cependant un profond respect. Il faudra encore l'affronter dans la Région Montagneuse, mais cette fois parce qu'il veut avoir l'honneur d'affronter le héros.

#### Adversaires principaux
- Le Duc de Mercator est le principal adversaire de Ryle, bien qu'il se présente en premier lieu comme un allié. Il règne sur l'île de Mercator depuis la ville du même nom et apparaît en premier comme un souverain doux, qui lutte contre un vieux sorcier exigeant de lourds impôts. En réalité, celui-ci est un frère qu'il a fait enfermer parce qu'il le rappelait un peu trop à l'ordre, et le duc cherche avant tout à s'emparer des trésors du roi Nole. Dès que Ryle revient de la Tour de Mir, le duc le trahit et s'en va pour Verla après avoir dépouillé le héros. Il prend soin de mettre hors-service le phare de l'île que Ryle doit réparer grâce à la Pierre Solaire, cachée tout au fond du Labyrinthe Vert. Il n'hésite ensuite pas à réduire toute une ville en esclavage pour atteindre Destel, ou encore à menacer une jeune fille de mettre une grenouille dans sa culotte pour que celle-ci ouvre la porte du domaine de Nole. Cependant, il sera puni de ses bassesses par Gola en personne, le dragon légendaire qui garde le trésor.
- Le Groupe d'Intervention dans les Labyrinthes (GIL) apparaît seulement dans le Lieu Saint du Lac : il s'agit de trois licornes particulièrement agiles qui tenteront d'empêcher Ryle de s'approcher des trésors que recèle le temple.
- Gola est le dragon légendaire qui gardait les trésors de Nole. Il est représenté sur l'estampe que Ryle et Friday ont brièvement en leur possession dans la Caverne des voleurs. Il est l'ultime rempart devant le trésor du roi Nole.
- Kayla (Kala en VO) est une femme blonde de mauvaise vie, toujours accompagnée de ses deux sbires, Ink et Wally. Elle poursuit Friday (et Ryle) depuis qu'elle a entendu que celle-ci savait quelque chose à propos des trésors du roi Nole. Elle s'empare notamment de l'estampe dans la Caverne près de Ryuma mais finit elle aussi par être trahie par le duc de Mercator.
- Miro (Dark elf en VO) est le reflet de Ryle mais comme tous les morts-vivants, il craint l'ail (au moins en premier lieu). Ryle fait sa rencontre dans la Tour de Mir pour la première fois, avant de le retrouver, et de le combattre, dans le Labyrinthe du Roi Nole. Il regrette de ne pas être l'égal de Ryle, sans doute à cause de la présence de Friday.
- La Momie qui dort au fond de la Crypte de Mercator garde le bracelet qui permet d'entrer dans la Tour de Mir. Il faut frapper son ombre, mais celle-ci est invisible !
- Nole est le roi légendaire ayant régné sur l'île il y a de nombreux siècles. Si son trésor est légendaire, il est cependant inattendu de le retrouver comme gardien au tréfonds de son propre palais. La lame de Ryle vient cependant lui rappeler qu'il n'est pas immortel.
- Spiner est un des trois gardiens du roi Nole, le deuxième à être vaincu par Ryle. après sa défaite, il présente noblement ses excuses au roi. Il apparaît sous une seconde forme juste avant que Ryle n'accède au grand escalier.

## Changements lors de la localisation
Jugés trop osés, certains éléments de la version japonaise sont retirés des versions occidentales :
- Des objets ont été remaquillés, ainsi le « Livre Rose » est devenu le Grimoire, la statuette et tenue « bunny » respectivement la Pierre Oracle et le Gâteau à la fraise, et le string (T-back) le Ticket de gage[2] ;
- Une scène montrait Kayla, la rivale de Ryle dans cette aventure, inviter ce dernier à la rejoindre dans son bain. Bien que la séquence soit plus un gag qu'autre chose elle fut tout de même supprimée[3].

La fin du jeu a également subi un changement notable :
Dans les versions anglaises et françaises Ryle et Friday remportent le trésor. Cependant dans la version originale le trésor est perdu : à la suite du combat contre le dragon Gola il est projeté en l'air avant d'être englouti à tout jamais dans les entrailles de la terre. Graphiquement dans toutes les versions le trésor disparait bel et bien en arrière-plan.

## Équipe de développement
- Level designers : Kenji Orimo, Yasuhiro Ohori, Yasuo Hayashi, Ritsuko Hisasue ;
- Assistants au level design : Hiroyuki Sasaki, Ryushiro Miyazaki, Hiroto Nakashima, Mizuho Mochizuki ;
- Graphistes : Hidehiro Yoshida, Ryushiro Miyazaki, Hiroto Nakashima, Mizuho Mochizuki, Hirotada Kakusaka, Yojiro Hirashita, Yoshitaka Tamaki ;
- Programmeurs : Kan Naito, Yoshinori Tagawa, Kiyoaki Matsumoto, Yasuhiro Kumagai, Masumi Takimoto, Haruki Kodera, Dogen Shibuya, Yasuhiro Ohori ;
- Histoire originale : Yoshitaka Tamaki, Kenji Orimo, Kouhei Nomura ;
- Scénario : Shinya Nishigaki ;
- Compositeur : Motoaki Takenouchi ;
- Character designer : Yoshitaka Tamaki ;
- Testeurs : Koji Sugimori, Masahiro Oguro, Satoru Kajihara, Yutaka Noguchi, Kentaro Orimo, Taro Miyazaki, Toshiharu Iwasa ;
- Réalisateur créatif : Kenji Orimo ;
- Réalisateur exécutif : Kan Naito.

## Les suites
Bien que le jeu ne connaisse pas de suite directe sur Mega Drive, cet épisode donne naissance à toute une famille de jeux plus ou moins apparentés :
- Lady Stalker (1er avril 1995 au Japon, Super Nintendo) reprend l'aspect 3D isométrique de Landstalker avec une nouvelle héroïne (prénommée Lady) comme chasseuse de trésors. Cette suite déguisée reçut un accueil assez mitigé et ne quitta pas le sol japonais. L'aspect saut et plate-forme disparaît complètement et le style des combats change pour se retrouver en tant que simple action-RPG ;
- Dark Savior (30 août 1996 au Japon, 13 décembre 1996 en Amérique du Nord, février 1997 en Europe, Saturn) laisse la 3D isométrique pour une véritable 3D calculée conservant quand même un angle de vue à 45 degrés rappelant celui de ses prédécesseurs. Le héros, Garian, est cette fois-ci un chasseur de primes qui se charge d'escorter un dangereux monstre jusqu'à son lieu d'exécution : l'île du Geôlier, malgré une vue identique et des énigmes utilisant la 3D isométrique, les combats sont de type RPG avec possibilité de capture de monstre, concept qui sera repris dans Time Stalkers ;
- Alundra (11 avril 1997 au Japon, 8 janvier 1998 en Amérique du Nord, 5 juin 1998 en Europe, PlayStation) n'a pas été réalisé par Climax Entertainment mais par Matrix Software, équipe constituée d'anciens membres de Climax ayant travaillé sur Landstalker, dont en particulier le scénariste et designer Yoshitaka Tamaki. Sa présentation graphique conserve l'aspect 2D et un gameplay similaire à celui de Landstalker. Deux ans plus tard sortit une suite, Alundra 2, développée en collaboration avec Contrail ; très différente du premier opus elle n'est pas considérée comme faisant partie de la famille Landstalker ;
- Time Stalkers  (15 septembre 1999 au Japon, 28 mars 2000 en Amérique du Nord, 10 novembre 2000 en Europe, Dreamcast) se déroule dans l'univers de Landstalker et Ryle y fait une apparition en tant que personnage secondaire. Le gameplay change pour un système de combat au tour par tour ;
- Lady Stalker (21 septembre 2006 au Japon) est une suite de Lady Stalker pour téléphone portable.

Enfin, Kan Naito, producteur exécutif de Climax Entertainment annonce en 2005 un remake de Landstalker sur PlayStation Portable entièrement retravaillé en vraie 3D et agrémenté de quelques passages de jeu inédits. Annoncé pour 2006 aucun communiqué public n'a été fait depuis concernant l'avancement du projet. Par ailleurs il aurait réussi à reformer au complet l'équipe à l'origine de Landstalker et laissé sous-entendre qu'une véritable suite du jeu pourrait être prévue sur PlayStation 3, projet qui semble compromis[réf. nécessaire].
Le 3 septembre 2007 Landstalker sort sur la Console virtuelle américaine de la Wii, suivi par une sortie en Europe le vendredi 5 octobre. À noter qu'il s'agit de la version traduite en anglais.